# Sexy.Honey.Bunny!/소중한 의지
〈Sexy.Honey.Bunny!/소중한 의지〉(Sexy.Honey.Bunny!/タカラノイシ Sexy.Honey.Bunny!/타카라노이시[*])는 V6의 38번째 싱글이다.

## 설명
- 이전 싱글 〈only dreaming/Catch〉로부터 대략 1년 만에 발매된 싱글이다. 게다가 2싱글 연속으로 양 A면 싱글로 발매되어, 표제곡인 2곡에는 타이업이 붙어 있다.
- 초회한정 Bunny반(CD+DVD), 초회한정 Honey반(CD+DVD), 통상반(CD)으로 총 3가지 형태로 발매되었다.
- 오리콘 주간 싱글 차트에서는 2위. 1위를 놓친 것은 〈나비〉 이래 5작, 3년 만. 그러나, 2011년 10월 10일 날짜의 데일리 랭킹으로, 약 3000매로 매상 1위를 획득했다.

## 수록곡

### 통상반
1. Sexy.Honey.Bunny!
  - 멤버 이노하라 요시히코 출연 아사히TV계열 드라마 《신·경시청 수사 일과 9계 season3》의 주제가.
2. タカラノイシ / 소중한 의지
3. Mission of love
4. WALK
5. Sexy.Honey.Bunny!（Instrumental）
6. タカラノイシ（Instrumental）
7. Mission of love（Instrumental）
8. WALK（Instrumental）

### 초회한정 Honey반
CD
1. Sexy.Honey.Bunny!
2. タカラノイシ / 소중한 의지

DVD
1. 《Sexy.Honey.Bunny!》 MUSIC VIDEO
2. 《Sexy.Honey.Bunny!》 안무 영상
3. 멤버에 의한 쫑파티, 분위기가 사는 방법 실전 영상

### 초회한정 Bunny반
CD
1. Sexy.Honey.Bunny!
2. タカラノイシ / 소중한 의지

DVD
1. 전국 6도시에 멤버가 혼자서 프로모션! 만약의 장소에도 출몰!? 알려지지 않은 선전 활동 영상